# Kalendarium Wojska Polskiego 1850–1865

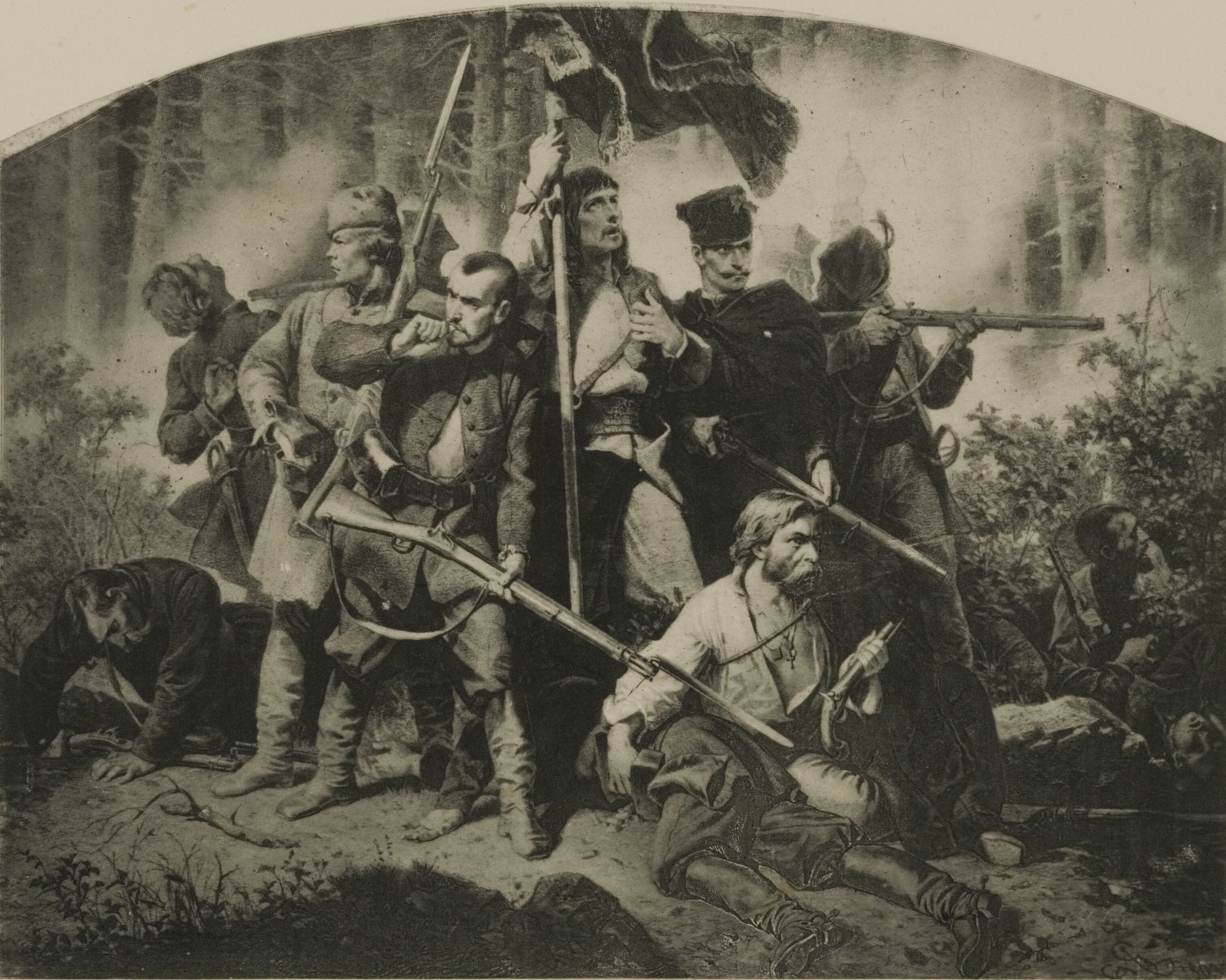
Artur Grottger, Bitwa, grafika z cyklu Polonia, 1863

Kalendarium Wojska Polskiego 1850-1865 – wydarzenia w Wojsku Polskim w latach 1850–1865.

## 1853–1856
- trwała wojna krymska[1]

## 1861
październik

- W Genui została założona polska szkoła wojskowa, a przeniesiona później do Cuneo (Piemont)[2].

## 1862
czerwiec
- powstanie Centralnego Komitetu Narodowego[1][3]

14 sierpnia
- aresztowanie i osadzenie w Cytadeli Jarosława Dąbrowskiego[1][4]

1 października
- ujawnienie się Komitetu Centralnego i ogłoszenie programu politycznego[1]

## 1863
3 stycznia
- Komitet Centralny podjął decyzję o rozpoczęciu powstania[5][4]

14–15 stycznia

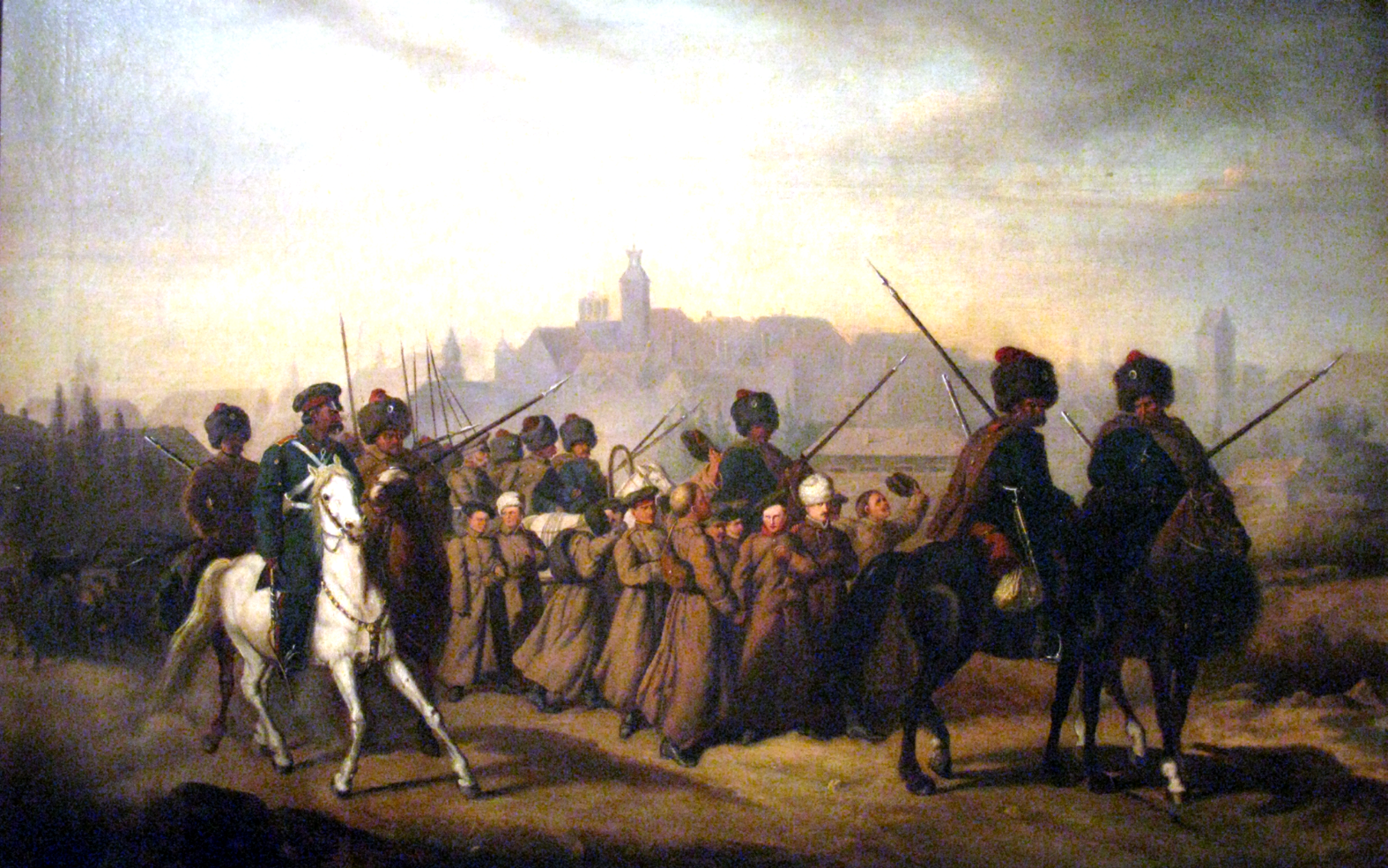
Aleksander Sochaczewski Branka 1863

- trwa branka (pobór młodzieży do wojska)[5][4]

15 stycznia
- Komitet Centralny podjął decyzję o rozpoczęciu działań z 22 na 23 stycznia 1863 roku[5][4]

19 stycznia
- Ludwik Mierosławski mianowany został dyktatorem powstania[5][4]

22 stycznia
- wybuch powstania zbrojnego, ogłoszenie manifestu oraz dekretu o uwłaszczeniu[5][6]

23 stycznia
- pierwsze starcie oddziałów polskich z rosyjskimi nocą z 22 na 23[7]

3 lutego
- bitwa pod Węgrowem[5]

15 lutego
- dyktator Ludwik Mierosławski przybył na Kujawy[7]

17 lutego
- bitwa pod Miechowem[5]

19 lutego
- klęska Mierosławskiego pod Krzywosądzem i Nową Wsią. Upadek dyktatury[5][7]

11 marca
- dyktatura Mariana Langiewicza[5][8]

19 marca
- upadek dyktatury M. Langiewicza[5][8]

10 maja
- powstanie Rządu Narodowego złożonego z przedstawicieli obozów „białych” i  „czerwonych”[5][8]

15 maja
- wojska rosyjskie przechwyciły i rozstrzelały Zygmunta Padlewskiego, dowódcę powstania w Kaliskiem i Płockiem[8].

12 czerwca
- Karol Majewski formuje Rząd Narodowy „biały”[5][8]

8 sierpnia
- zwycięstwo wojsk powstańczych pod Żyrzynem[5][9]

16 września
- obalenie rządu Karola Majewskiego. Rząd „wrześniowy”[5][9]

17 października
- Romuald Traugutt objął władzę dyktatorską[5][9]

15 grudnia
- rozkaz Traugutta dotyczący reorganizacji sił zbrojnych[5][9]

## 1864
17 stycznia
- zwycięska bitwa powstańców pod Iłżą[5]

21 lutego
- klęska wojsk II Korpusu pod Opatowem[5]

1 kwietnia
- władze rosyjskie aresztowały Romualda Traugutta[10]

10 kwietnia
- aresztowanie Romualda Traugutta[5]

5 sierpnia
- stracenie na stokach Cytadeli Romualda Traugutta i jego współpracowników[5][10]

19 grudnia
- aresztowanie ostatniego naczelnika Warszawy Aleksandra Waszkowskiego[5]

## 1865
24 maja
- stracenie ostatniego partyzanta ks. Brzóski w Siedlcach[5]